# Recordant l'Alguer
Recordant l’Alguer és una coreografia de Salvador Mel·lo de l’any 1969 creada amb motiu del viatge de retrobament que l’any 1960 es va fer entre l'Alguer i Catalunya.
L’any 1960 es va fer un viatge de retrobament entre Catalunya i l’Alguer en el qual més de 150 intel·lectuals catalans van desembarcar a la ciutat sarda i van poder viure la seva catalanitat en un entorn lliure. Va ser una veritable trobada cultural en la qual va participar l'Esbart Verdaguer dirigit per Salvador Mel·lo.
L’impacte d’aquest retrobament va ser tant important pels que hi havien pres part que, uns anys més tard, el coreògraf va crear un ball que tenia com a motiu central la ciutat de l’Alguer. Amb instrumentació d'Agustí Cohí i Grau i figurins de Xavier Domínguez, es va estrenar l'any 1969 al Teatre Romea. La coreografia tenia com a fil conductor la celebració d’un casament, com a símbol de la unió que s’havia produït entre algueresos i catalans.
L’any 2002, en el marc del centenari dels esbarts dansaires de Catalunya, la coreografia Recordant l’Alguer es va incorporar a l'espectacle central d’aquesta commemoració, Un país que dansa, interpretada per l'Esbart Joventut Nostra de Barcelona.